# Live 8 Philadelphia
Il 2 luglio 2005, uno dei concerti del Live 8 si è tenuto a Filadelfia, Pennsylvania, Stati Uniti di fronte al Philadelphia Museum of Art, con un pubblico densamente stese per un miglio lungo la Benjamin Franklin Parkway. L'evento è stato organizzato dalla campagna "ONE".
L'evento è indicato anche come Live 8 Philadelphia, Live 8 Philly, o Live 8 USA.
È stato uno dei primi concerti del Live 8 annunciati, come la città aveva ospitato il suo predecessore il Live Aid nel 1985, e fino a quando l'inserimento di un concerto al di fuori di Toronto, era l'unica città del Nord America per rappresentare il Live 8. Ha fatto Tuttavia, resta la sola città negli Stati Uniti per partecipare all'evento.
A differenza di altri luoghi, biglietti sono stati emessi per controllare l'accesso, e la polizia di Philadelphia ha rifiutato di dare una stima sulla folla. I relatori hanno dichiarato più volte sul palco che oltre un milione di persone erano al concerto. Le stime non dell'organizzatore hanno spaziato da 600.000 a 800.000 e un milione a 1,5 milioni. Alcune stime del numero di persone al concerto in qualsiasi momento, mentre altri sono stime del numero totale di persone sulla Parkway nel corso del lungo evento durato 7 ore.

## Artisti in ordine di apparizione
- Kaiser Chiefs - "I Predict a Riot", "Everyday I Love You Less and Less", "Oh My God"
- Will Smith (Ospite) - Introduzione, motivazioni
- The Black Eyed Peas - "Where Is the Love?", "Let's Get It Started", "Don't Phunk with My Heart", "Get Up, Stand Up" (con Rita Marley e Stephen Marley)
- Don Cheadle (presentatore)
- Bon Jovi - "Livin' on a Prayer", "Have a Nice Day", "It's My Life"
- Chris Tucker (presentatore)
- Destiny's Child - "Survivor", "Say My Name", "Girl" /"I'll Take You There"
- Don Cheadle (presentatore)
- Kanye West - "Diamonds (From Sierra Leone)", "All Falls Down", "Jesus Walks"
- Jimmy Smits (presentatore)
- Will Smith e DJ Jazzy Jeff - "The Champ Is Here/Whose House", "Gettin' Jiggy Wit It", "Switch", "Willy, il principe di Bel-Air", "Summertime"
- Dhani Jones con altri quattro giocatori dei Philadelphia Eagles (presentatore)
- Toby Keith - "Beer for My Horses", "Whiskey Girl", "Stays in Mexico"
- Natalie Portman (presentatore)
- Dave Matthews Band - "Don't Drink the Water", "Dreamgirl", "American Baby", "Anyone Seen the Bridge?", "Too Much"
- Natalie Portman (presentatore)
- Alicia Keys - "For All We Know"
- Black Ice - "Young Girls" (poesia)
- Jennifer Connelly (presentatore)
- Linkin Park - "Crawling", "Somewhere I Belong", "Breaking the Habit", "In the End"
- Linkin Park & Jay-Z - "Annuncio di servizio pubblico - Intro", "Dirt off Your Shoulder/Lying from You", "Big Pimpin'/Papercut", "Jigga What/Faint",  "Numb/Encore"
- DJ Green Lantern (dj'ing)
- Def Leppard - "Pour Some Sugar on Me", No Matter What", "Rock of Ages"
- Kami (African HIV+ Muppet presentatore)
- Jars of Clay - "Show You Love", "Flood"
- Lemon (poesia)
- Sarah McLachlan - "Fallen", "World on Fire", "Angel" (con Josh Groban)
- Chris Tucker (presentatore)
- Maroon 5 - "Harder to Breathe", "This Love", "She Will Be Loved", "Rockin' in the Free World"
- Naomi Watts (presentatore)
- Keith Urban - "Days Go By", "You'll Think of Me", "Another Day in Paradise", "Somebody Like You"
- Jimmy Smits (presentatore)
- Rob Thomas - "...Something to Be", "Lonely No More", "3 A.M."/"The Joker", "This Is How a Heart Breaks"
- Richard Gere (presentatore)
- Stevie Wonder - "Master Blaster (Jammin')", "Higher Ground" (con Rob Thomas), "A Time to Love", "Shelter in the Rain", "Signed, Sealed, Delivered I'm Yours" (con Adam Levine dei Maroon 5), "So What the Fuss", "Superstition"